# Le Bon élève - Le Mali et nous
Le Bon élève - Le Mali et nous è un documentario del 2006 diretto da Paolo Quaregna e presentato al Festival di cinema africano di Verona 2007 nella sezione Prospettiva Africa.

## Trama
La globalizzazione colpisce il piccolo paese di Bancoumana, in Mali, a causa dell'apertura economica al mercato mondiale, avvenuto nei primi anni del XXI secolo.